# Моральний дух
Моральний дух особового складу — це
1. стійка сукупність ідейних переконань, політичної свідомості, соціальної захищеності та професіоналізму військовослужбовців, рівня згуртованості військових колективів та адміністративної діяльності керівного складу, які системно і взаємозалежно формують внутрішню готовність особового складу до виконання військового обов’язку, створюють оптимальні умови для виконання поставлених службово-бойових завдань і спонукають до дій (Іллюк О.О.) [с. 41][1]
2. духовна готовність і здатність особового складу переносити випробування війни, незгоди, втрати і труднощі військової служби і досягати перемоги над ворогом, успішно виконувати поставлені військово-службові завдання (Каширин В.П.)[2]
3. рівень духовної готовності та мотивації військовослужбовців переносити випробування воєн (воєнних конфліктів), труднощі військової служби заради досягнення перемоги над ворогом (Алещенко В.І.) [с. 4][3]

Ключовим словом у словосполученні “моральний дух” є поняття “дух”. У словнику С. І. Ожегова (1970 р. вид.) воно визначається як психічні здібності (свідомість, мислення), те, що спонукає до дій, до діяльності, начало, яке визначає поведінку, дії. Слово “моральний” визначається як той, що пов’язаний з духовним життям людини. У зазначеному контексті поняття “моральний” має допоміжне, уточнююче значення; воно поширює логічний обсяг поняття “дух” лише на внутрішнє духовне життя людини і відмежовує його від релігійно-містичної сфери [с. 75]. У вказаному значенні поняття “дух” може вживатись і в інших словосполученнях, таких, як “національний дух”, “патріотичний дух”, “переможний дух”, “народний дух”, “бойовий дух” та інше. У цих змістових зв’язках друге слово розповсюджує логічний обсяг поняття “дух” на певну спільноту людей [с. 79].
Останнім часом у засобах масової інформації періодично почали вживати словосполучення “бойовий дух”. З першого погляду складається враження ніби категорія “моральний дух” замінюється (підмінюється) категорією “бойовий дух”, що ці категорії тотожні, а їх логічні обсяги збігаються. Проте це не зовсім так. Логічний обсяг категорії “моральний дух” значно більший, ніж категорії “бойовий дух”. “Моральний дух” співвідноситься з “бойовим духом” як родова категорія з видовою категорією, як ціле і його частина [с. 79].
Бойовий дух особового складу — це моральний дух військовослужбовців, правоохоронців, партизан та інших захисників Української держави які ведуть, вели чи будуть вести бойові дії проти окупантів, кримінальних угрупувань, незаконних збройних формувань терористів, сепаратистів, бойовиків та інших ворогів незалежності і територіальної цілісності своєї Батьківщини під час війни, збройних конфліктів, антитерористичних операцій [с. 79].
В основі сутності морального духу є раціональна (мотиваційно-вольова) сфера свідомості людини. Зважаючи на те, що свідомість — це вища, властива лише людині форма відображення об’єктивної дійсності, підґрунтям для оцінювання морального духу, як і для його зміцнення, є об’єктивна реальність, свідомість і самосвідомість людей [с. 75].
Моральний дух особового складу, як і морально-психологічний стан особового складу, є одним із складників людського фактора військових формувань [с. 63], [с. 108].

## Методологічні засади сутності морального духу
Методологічними засадами сутності людського фактора військових формувань та його складників — морального духу і морально-психологічного стану особового складу, є такі положення:
- раціональний і чуттєвий рівні відображення психікою людини об’єктивної дійсності;
- раціональний і чуттєвий рівні психіки людини;
- раціональний і чуттєвий розподіл функцій півкуль головного мозку людини;
- структурні компоненти психіки людини (свідомість, несвідоме і надсвідоме);
- раціональна (мотиваційно-вольова), чуттєва (емоційна) та ейдетична форми свідомості людини;
- визначення структурним компонентом свідомості людини самосвідомості;
- джерела свідомості людини;
- особливості структурних компонентів несвідомого у психіці людини і їх вплив на свідомість;
- суспільна природа свідомості людини;
- структура (компоненти) суспільної свідомості [с. 21][1].

Раціональні (мотиваційно-вольові) якості особового складу позначаються категорією “моральний дух”, чуттєві (емоційні) — категорією “морально-психологічний стан”, ейдетичні якості (єдність раціональних і чуттєвих якостей) — категорією “людський фактор” [с. 19, 20], [с. 91–93].
Моральний дух характеризує мотиваційно-вольові:  фундаментальні, стійкі, довготривалі  якості особового складу, а морально-психологічний стан — емоційні:  мінливі, не довготривалі, ситуативні  [с. 130], [с. 108].

## Складники морального духу
Складники морального духу — це взаємозалежні чинники раціональних (мотиваційно-вольових) якостей особового складу, що визначені відповідно до форм суспільної свідомості, соціально-психологічної структури військових колективів і принципу єдиноначальності [с. 41].
Складниками морального духу є:
- ідейний — національні переконання, використання державної мови, державницька свідомість;
- економічний — фінансове, продовольче, речове, житлове забезпечення, службове навантаження;
- політичний — єдність влади, довіра до влади, розуміння та підтримання внутрішньої і зовнішньої політики держави;
- соціально-психологічний — сформованість військових колективів та розвиток у них соціально-психологічних явищ, таких, як громадська думка, колективний настрій, традиції, взаємовідносини;
- адміністративний — авторитетність командирів і начальників, професійна підготовленість особового складу, статутний порядок у частинах і підрозділах, успішність виконання службово-бойових завдань [41 – 43][1], [с. 166][9].

Кожний складник морального духу особового складу має багато компонентів, але до критеріальної бази їх оцінювання взято лише ті фактори, які виражають їх основні, суттєві ознаки. Під час поглибленого дослідження рівня морального духу особового складу можна враховувати й другорядні ознаки [с. 45], [с. 78].
Рейтинг складників морального духу як чинник мотивації військовослужбовців до служби не є сталим. Він мінятиметься відповідно до міжнародного і внутрішнього стану держави та поставлених службово-бойових завдань. За нормального внутрішнього і міжнародного стану держави — переважатимуть економічні фактори, за наявності агресії проти держави — переважатимуть ідейні фактори, у разі загострення політичної обстановки у державі — максимального значення набуватимуть фактори політичні [с. 32, 33].
Сьогодні ідейні якості як фактори ідейного складника морального духу мають найбільшу вагу у загальному показнику дослідженого рівня морального духу особового складу. Їх значення суттєво зростає у випадках територіальних зазіхань сусідньої держави та збройої боротьби проти окупантів, сепаратистів і терористів.
Ідейні якості — це основні чинники ідейних переконань, які спонукають особовий склад до свідомого виконання військового обов’язку, героїчного захисту своєї Батьківщини, мужніх вчинків [с. 79].

## Класифікація рівнів морального духу
Залежно від отриманих показників (за 100 бальною шкалою оцінюванн) рівень морального духу особового складу (РМД) класифікується як “високий”, “середній”, “низький”, “загрозливий”, зокрема:
- “високий”, якщо РМД [100…67,1];
- “середній”, якщо РМД [67…50,1];
- “низький”, якщо РМД [50…33,1];
- “загрозливий”, якщо РМД [33…0] [с. 56][1].

Досліджений рівень морального духу є основою для оцінювання базового психологічного захисту, базових психологічних втрат, базової психологічної безпеки, ситуаційної психологічної безпеки особового складу.
Для уніфікації дій та скорочення часу на проведення необхідних розрахунків з оцінювання морального духу особового складу розроблено  “Програму автоматизованого розрахунку рівня морального духу особового складу” , яка разом з  “Методичними рекомендаціями щодо оцінювання морального духу”   у формі окремих файлів додається до  “Методики оцінювання морального духу особового складу”  [с. 38–124].

## Інтерпретація результатів оцінювання морального духу
Інтерпретація результатів оцінювання морального духу є важливою вихідною позицією для прийняття рішення командирами і начальниками на застосування частин і підрозділів для виконання службово-бойових завдань, організації навчання та виховання особового складу.
- “Високий” РМД — за рівнем морального духу особовий склад до виконання службово-бойових завдань готовий повністю, доцільно залучати на головних напрямках дій і у визначальних елементах бойового порядку.
- “Середній” РМД — за рівнем морального духу особовий склад до виконання службово-бойових завдань готовий обмежено, доцільно залучати на другорядних напрямках дій і у відповідних елементах бойового порядку.
- “Низький” РМД — за рівнем морального духу особовий склад до виконання службово-бойових завдань не готовий, доцільно залучати на допоміжних напрямках дій і в аналогічних елементах бойового порядку.
- “Загрозливий” РМД — за рівнем морального духу особовий склад деморалізований, залучати до виконання службово-бойових завдань не рекомендується [с. 56, 57][1].

## Формування і підтримання морального духу
Слід зауважити, що високий рівень морального духу особового складу автоматично не формується. Він є результатом :
- активного впровадження у військових формуваннях гуманітарної політики держави, повсякденної турботи влади про соціальний захист військовослужбовців та членів їх сімей;
- реалізації основного принципу розбудови військових формувань — єдиноначальності;
- діяльності у військових формуваннях органів з морально-психологічного забезпечення (по роботі з особовим складом) з організації впровадження гуманітарної політики держави;
- здійснення цілеспрямованого і систематичного впливу на свідомість, волю і почуття військовослужбовців — морально-психологічного забезпечення (роботи з особовим складом[13]).

## Основні напрями досягнення і підтримання високого морального духу
Основними напрямами досягнення і підтримання високого морального духу особового складу є: 
- відновлення ідеологічних засад діяльності військових формувань України як інститутів держави, формування в особового складу стійких національних переконань, державницької свідомості, свідомого використання української мови;
- реальне поліпшення соціальної захищеності військовослужбовців, військових пенсіонерів та членів їх сімей;
- єдність та узгодження дій центральних органів державної влади (Президента України, Верховної Ради України, Кабінету Міністрів України), формування в особового складу довіри до влади, повсякденне роз’яснення військовослужбовцям зовнішньої і внутрішньої політики держави;
- згуртування особового складу навколо ідеї державотворення та цілеспрямоване формування у військових колективах соціально-психологічних явищ (громадської думки, колективного настрою, традицій, взаємовідносин);
- підвищення авторитету керівного складу з’єднань (частин, підрозділів), підтримання у військових частинах статутного порядку, удосконалення професійної майстерності особового складу;
- закріплення у статутних і функціональних обов’язках командирів та начальників усіх ланок військового управління положення про їх відповідальність за досягнення та підтримання високого морального духу підлеглих;
- посилення організаційної ролі органів з морально-психологічного забезпечення (по роботі з особовим складом) у спільних зусиллях щодо формування в особового складу високого морального духу [с. 80][5].